# Liste der Klassischen Philologen an der Universität Münster
Die Liste der Klassischen Philologen an der Universität Münster zählt Hochschullehrer dieses Faches auf, die an der Universität Münster, früher Westfälische Wilhelms-Universität, und ihren Vorgängereinrichtungen das Fach Klassische Philologie vertraten und vertreten.

## Geschichte

### Von der Gründung der Universität (1780) bis zur Seminargründung (1824)
Die Anfänge der Klassischen Philologie als akademischer Disziplin sind in Münster eng mit dem Gymnasium Paulinum verbunden. Der katholische Theologe Johann Hyacinth Kistemaker wurde 1786 zum Professor für Alte Sprachen ernannt und war der erste Vertreter dieses Faches an der 1780 inaugurierten Universität Münster. Er war von 1794 bis 1819 gleichzeitig Direktor des Gymnasiums Paulinum. Neben Kistemaker wirkte von 1801 bis 1841 Johann Christoph Schlüter. Die Universität in Münster blieb auch nach ihrer Umwandlung in eine Akademische Lehranstalt (1818) ein Zentrum der Theologen- und Lehrerausbildung in der Region.
Kistemaker trat 1820 aus gesundheitlichen Gründen von der Gymnasialdirektion und ein Jahr später von seinem akademischen Lehramt zurück. Sein Nachfolger wurde Hermann Ludwig Nadermann, der 1820 zum Gymnasialdirektor und 1824 zum Mitglied der wissenschaftlichen Prüfungskommission für die Lehrerausbildung ernannt wurde. Er richtete noch im selben Jahr das Philologisch-Pädagogische Seminar ein, das der praktischen Vorbereitung der Studenten auf den Lehrerberuf diente und dem Nadermann als Direktor vorstand. Es wurde am 18. November 1824 eröffnet.

### Das Seminar an der Akademie (bis 1902)
Neben Nadermann wirkten seit den 1820er Jahren Heinrich Wilhelm Grauert und Franz Winiewski. Bei der Umwidmung der Akademischen Lehranstalt zu einer Königlichen Theologischen und Philosophischen Akademie (1843) wurden die zwei ordentlichen Lehrstühle Nadermanns und Winiewskis in die neugegründete Philosophische Fakultät übernommen, die insgesamt über fünf Ordinariate verfügte. Außerdem wurde 1843 Ferdinand Deycks als Professor für Römische und Deutsche Literatur, Ästhetik und Rhetorik berufen. Er wurde 1845 zum zweiten Seminardirektor neben Nadermann ernannt. Als Nadermann 1853 zurücktrat, wurde Deycks zum ersten und Winiewski zum zweiten Seminardirektor ernannt.
Zur Unterstützung der Seminardirektoren wurde 1861 eine dritte, außerordentliche Professor für griechische und römische Literatur eingerichtet, die zunächst Winiewskis Schüler Franz Ignaz Schwerdt versah. Nach seinem Abschied (1886) erhielt der Privatdozent Adalbert Parmet 1869 die Professur.
Nach Deycks’ Tod (1867) fand ein Wechsel in der Seminarleitung statt: Winiewski wurde 1868 zum Ersten Direktor ernannt, Deyck’s Nachfolger Peter Langen (Professor für Lateinische Sprache und Literatur) zum Zweiten Direktor.
Winiewski starb 1874. Seine Nachfolge trat der Gräzist Johann Matthias Stahl an, der mehr als drei Jahrzehnte an der Akademie Münster tätig war. Er wurde 1892 zum Rektor gewählt und erlebte 1902 die Erhebung der Akademie zur Universität durch Kaiser Wilhelm II.

### Das Seminar bzw. Institut an der Universität
Während des 19. Jahrhunderts hatten die Klassischen Philologen in Münster auch die Alte Geschichte und die Archäologie vertreten. Heinrich Wilhelm Grauert, ein Schüler des Berliner Historikers Barthold Georg Niebuhr, wurde 1827 zum außerordentlichen Professor für alte Literatur und Geschichte ernannt. Er hielt im Rahmen des Philologisch-Pädagogischen Seminars ab 1830 historische Übungen ab und wurde 1835 zum ordentlichen Professor für allgemeine Geschichte ernannt. 1860 wurde ein weiterer (außerordentlicher) Lehrstuhl für Alte Geschichte eingerichtet. Das Fach Archäologie vertraten zu Anfang die Philologen (als erster Johann Christoph Schlüter), die Vorlesungen über Topographie und „Alterthümer“ hielten. Als eigenes Fach wurde die Archäologie erst 1883 etabliert, als eine planmäßige außerordentliche Professur für das Fach eingerichtet und mit Arthur Milchhoefer besetzt wurde (siehe Liste der Klassischen Archäologen an der Universität Münster). Für Carl Hosius wurde 1897 eine außerordentliche Professur eingerichtet, die 1918 zu einem ordentlichen Lehrstuhl erhoben wurde.
Um den Studierenden ein möglichst interdisziplinäres altertumswissenschaftlichen Studium nahezubringen, schlossen die Direktoren des Philologischen Seminars (Kroll, Sonnenburg) und des Althistorischen Seminars (Otto Seeck) sich 1909 in einem Institut für Altertumskunde zusammen, dem sich 1910 auch der Sprachwissenschaftler Otto Hoffmann und 1914 schließlich der Archäologe Friedrich Koepp anschloss. Peter Sonnenburg und Karl Münscher sowie Wünschs Nachfolger Hermann Schöne blieben jeweils bis zu ihrer Emeritierung in Münster. Zu Sonnenburgs Nachfolger wurde 1931 Franz Beckmann ernannt, auf Schönes Lehrstuhl folgte Walter Eberhardt (zunächst als Lehrstuhlvertreter). Münschers Lehrstuhl blieb nach seinem Tod (1936) unbesetzt.
Während der Zeit des Nationalsozialismus bemühte sich die Philosophische Fakultät, den nationalsozialistischen Einfluss auf die Hochschulpolitik einzudämmen. Dennoch konnte sie die Berufung des profilierten Nationalsozialisten Walter Eberhardt nicht verhindern. Sonnenburgs Lehrstuhlnachfolger Franz Beckmann wahrte Distanz zu den Nationalsozialisten und blieb bis zu seiner Emeritierung (1963) im Amt.
Seit 1953 existieren in Münster wieder drei Lehrstühle für Klassische Philologie, von denen einer der Gräzistik und zwei der Latinistik gewidmet sind. Neben den Lehrstuhlinhabern sind derzeit (Stand: September 2010) vier Assistenten und zahlreiche Lehrbeauftragte am Seminar tätig.

## Liste der Klassischen Philologen
Angegeben ist in der ersten Spalte der Name der Person und ihre Lebensdaten, in der zweiten Spalte wird der Eintritt in die Universität angegeben, in der dritten Spalte das Ausscheiden. Spalte vier nennt die höchste an der Universität Münster erreichte Position. An anderen Universitäten kann der entsprechende Dozent eine noch weitergehende wissenschaftliche Karriere gemacht haben. Die nächste Spalte nennt Besonderheiten, den Werdegang oder andere Angaben in Bezug auf die Universität oder das Seminar. In der letzten Spalte stehen Bilder der Dozenten.
| Wissenschaftler                        | von  | bis  | Funktionen                      | Bemerkungen | Bild |
| -------------------------------------- | ---- | ---- | ------------------------------- | --- | ---- |
| Johann Hyacinth Kistemaker (1754–1834) | 1786 | 1825 | Ordinarius                      | Lehrer am Gymnasium Paulinum, seit 1794 dessen Leiter; seit 1786 gleichzeitig an der Universität, seit 1795 als Professor der Exegese; verfasste Handbücher zur Grammatik und Etymologie und Schriften zur neutestamentlichen Exegese             |      |
| Johann Christoph Schlüter (1767–1841)  | 1801 | 1841 | Ordinarius                      | Professor der deutschen, seit 1804 auch der römischen Literatur; veröffentlichte Übersetzungen zu Tacitus, Sallust und Terenz, hielt auch Vorlesungen über archäologische Themen                                                                  |      |
| Hermann Ludwig Nadermann (1778–1860)   | 1821 | 1853 | Ordinarius                      | seit 1820 Leiter des Gymnasiums Paulinum, seit 1821 Ordinarius, gründete 1824 das Philologisch-Pädagogische Seminar |      |
| Franz Winiewski (1802–1874)            | 1825 | 1874 | Ordinarius                      | Privatdozent für Philologie und Geschichte, 1829 außerordentlicher Professor, 1838 Ordinarius, 1853 zweiter Seminardirektor; neben der Lehrtätigkeit in der lokalen Schulpolitik engagiert                                                        |      |
| Heinrich Wilhelm Grauert (1804–1852)   | 1827 | 1850 | Ordinarius                      | außerordentlicher Professor für Geschichte und Altertumswissenschaft, hielt philologische und archäologische Vorlesungen, seit 1836 Ordinarius für Geschichte; vornehmlich Historiker; wechselte nach Wien                                        |      |
| Ferdinand Deycks (1802–1867)           | 1843 | 1867 | Ordinarius                      | dritter Ordinarius neben Winiewski und Nadermann, dessen prospektiver Nachfolger er war; seit 1845 zweiter Seminardirektor; befasste sich mit Epigraphik und Literaturgeschichte, besonders mit Goethe-Forschung                                  |      |
| Franz Ignaz Schwerdt (1830–1916)       | 1861 | 1868 | Extraordinarius                 | außerordentlicher Professor der griechischen und römischen Literatur; wechselte als Privatgelehrter nach Bonn |      |
| Adalbert Parmet (1830–1898)            | 1863 | 1898 | Extraordinarius                 | Privatdozent, 1869 außerordentlicher Professor der griechischen und römischen Literatur |      |
| Peter Langen (1835–1897)               | 1868 | 1897 | Ordinarius                      | Professor für lateinische Sprache und Literatur (Nachfolger von Deycks), Spezialist für Plautus und Valerius Flaccus |      |
| Johann Matthias Stahl (1833–1916)      | 1874 | 1906 | Ordinarius                      | Professor für griechische Sprache und Literatur (Nachfolger von Winiewski), Spezialist für Thukydides und historische Syntax |      |
| Carl Hosius (1866–1937)                | 1891 | 1906 | Extraordinarius                 | 1891 habilitiert, 1897 außerordentlicher Professor; wechselte 1906 nach Greifswald; Spezialist für römische Literatur, besonders der Kaiserzeit                                                                                                   |      |
| Peter Sonnenburg (1859–1944)           | 1898 | 1928 | Ordinarius                      | Nachfolger Langens, Schüler von Bücheler und Usener in Bonn |      |
| Paul Cauer (1854–1921)                 | 1905 | 1921 | Honorarprofessor                | lehrte Klassische Philologie, seit 1909 auch praktische Pädagogik und Didaktik; Fachdidaktiker und Odyssee-Spezialist |      |
| Ludwig Radermacher (1867–1952)         | 1906 | 1909 | Extraordinarius                 | Nachfolger von Hosius; Spezialist für die antike Rhetorik; wechselte als Ordinarius nach Wien |      |
| Wilhelm Kroll (1869–1939)              | 1906 | 1913 | Ordinarius                      | Nachfolger Stahls; Wissenschaftsorganisator mit ausgedehnten Forschungsgebieten, seit 1906 Herausgeber der Realencyclopädie der classischen Altertumswissenschaft; wechselte nach Breslau                                                         |      |
| Karl Münscher (1871–1936)              | 1909 | 1936 | Ordinarius                      | Spezialist für Xenophon und Seneca |      |
| Kurt Witte (1885–1950)                 | 1910 | 1917 | Extraordinarius                 | 1910 habilitiert, 1916 nichtbeamteter außerordentlicher Professor; Spezialist für römische Dichtung; wechselte nach Greifswald, später nach Erlangen                                                                                              |      |
| Friedrich Zucker (1881–1973)           | 1917 | 1918 | Extraordinarius                 | nichtbeamteter außerordentlicher Professor, wechselte nach Tübingen, später nach Jena; berühmter Papyrologe |      |
| Richard Wünsch (1869–1915)             | 1913 | 1915 | Ordinarius                      | Nachfolger Krolls; Usener-Schüler und Religionswissenschaftler |      |
| Hermann Schöne (1870–1941)             | 1916 | 1935 | Ordinarius                      | Nachfolger Wünschs, 1927/1928 Rektor der Universität; Spezialist für antike Medizingeschichte |      |
| Kurt Latte (1891–1964)                 | 1920 | 1923 | Privatdozent                    | 1921 habilitiert; Spezialist für griechisches Recht und römische Religionsgeschichte; wechselte nach Greifswald, später nach Basel und Göttingen                                                                                                  |      |
| Franz Beckmann (1895–1966)             | 1928 | 1963 | Ordinarius                      | Nachfolger Sonnenburgs (bis 1931 Lehrstuhlvertreter), 1949 bis 1951 Rektor der Universität; Spezialist für römische Literatur der späten Republik und der augusteischen Zeit                                                                      |      |
| Erich Burck (1901–1994)                | 1928 | 1935 | Privatdozent                    | Assistent, 1931 habilitiert, wechselte als Extraordinarius nach Kiel |      |
| Friedrich Müller (1900–1975)           | 1936 | 1938 | Assistent                       | Schüler Werner Jaegers, 1938 habilitiert, wechselte nach Marburg |      |
| Walter Eberhardt (1895–1981)           | 1937 | 1946 | Ordinarius                      | Nachfolger Schönes; Spezialist für griechische Literatur; als profilierter Nationalsozialist 1946 entlassen |      |
| Rudolf Güngerich (1900–1975)           | 1946 | 1953 | Extraordinarius                 | Dozent, 1951 beamteter außerordentlicher Professor; wechselte nach Würzburg |      |
| Friedrich Mehmel (1910–1951)           | 1947 | 1951 | Ordinarius                      | Nachfolger Eberhardts; Spezialist für griechisch-römisches Epos |      |
| Hermann Kleinknecht (1901–1960)        | 1953 | 1960 | Extraordinarius                 | Nachfolger Münschers, Religionswissenschaftler (Spezialist für frühes Christentum) |      |
| Richard Harder (1896–1957)             | 1952 | 1957 | Ordinarius                      | Nachfolger Mehmels; Spezialist für antike Philosophie, besonders Plotin |      |
| Hans-Peter Stahl (* 1932)              | 1957 | 1971 | außerplanmäßiger Professor      | Assistent, 1964 habilitiert und Universitätsdozent, 1969 apl. Prof.; Spezialist für griechische Philosophie und Geschichtsschreibung, später für augusteische Literatur; wechselte an die Yale University, später an die University of Pittsburgh |      |
| Gerhard Müller (1907–1988)             | 1958 | 1962 | Extraordinarius                 | Nachfolger Harders; Spezialist für Platon, Sophokles und Lukrez; wechselte nach Gießen |      |
| Bernd-Reiner Voß (1934–2021)           | 1959 | 1999 | außerplanmäßiger Professor      | Assistent von Beckmann, 1968 habilitiert, 1970 apl. Prof., 1971 Wissenschaftlicher Rat und Professor; Spezialist für römische Geschichtsschreibung                                                                                                |      |
| Heinrich Dörrie (1911–1983)            | 1961 | 1980 | Ordinarius                      | Nachfolger Kleinknechts; Platon-Forscher, Begründer des Sammelwerks Der Platonismus der Antike |      |
| Otto Hiltbrunner (1913–2017)           | 1962 | 1979 | Ordinarius                      | Latinist und Gräzist; sein vierter Lehrstuhl wurde nicht wieder besetzt |      |
| Martin Sicherl (1914–2009)             | 1963 | 1982 | Ordinarius                      | Nachfolger Müllers; Spezialist für antike Magie und Mysterienkulte |      |
| Hermann Tränkle (1930–2018)            | 1963 | 1972 | Ordinarius                      | Nachfolger Beckmanns; Properz- und Tertullian-Spezialist; wechselte 1972 nach Zürich |      |
| Kjeld Matthiessen (1930–2010)          | 1965 | 1995 | außerplanmäßiger Professor      | Assistent, 1970 habilitiert, 1972 apl. Prof.; Spezialist für frühgriechisches Epos und griechische Tragödie |      |
| Matthias Baltes (1940–2003)            | 1968 | 2003 | außerplanmäßiger Professor      | Assistent, 1974 habilitiert; Platon-Forscher, von 1983 bis zu seinem Tod Herausgeber des Werks Der Platonismus der Antike |      |
| Klaus Stiewe (1927–1987)               | 1968 | 1975 | außerplanmäßiger Professor      | 1968 habilitiert, 1970 apl. Prof., 1972 Wissenschaftlicher Rat und Professor; wechselte nach Erlangen |      |
| Marion Lausberg (* 1946)               | 1969 | 1986 | Professorin auf Zeit            | Assistentin, 1969 promoviert, 1979 habilitiert, 1984 Professorin auf Zeit; Spezialistin für Epik und Epigrammatik; wechselte nach Augsburg |      |
| Alfons Weische (1932–2023)             | 1969 | 1994 | außerplanmäßiger Professor      | 1969 habilitiert, 1970 apl. Prof.; Spezialist für Rhetorik und Patristik |      |
| Karl-Heinz Gerschmann (1924–2010)      | 1970 | 1990 | Akademischer Oberrat            | Papyrologe und Philosophiehistoriker, Schüler von Hans Blumenberg, 1974 bei Blume im Fach Klassische Philologie promoviert |      |
| Horst-Dieter Blume (* 1935)            | 1972 | 2000 | außerplanmäßiger Professor      | 1972 habilitiert, 1976 apl. Prof.; Spezialist für griechisches Theater und Neue Komödie |      |
| Christian Gnilka (1936–2025)           | 1972 | 2002 | Ordinarius                      | Nachfolger Tränkles; Spezialist für antikes Christentum und Patristik, besonders Prudentius |      |
| Heinrich Krefeld (1922–2019)           | 1974 | 1990 | Honorarprofessor                | Schulleiter des Gymnasiums Dionysianum in Rheine; Lehrbeauftragter, 1977 Honorarprofessor für Didaktik und Methodik der Klassischen Sprachen |      |
| Rainer Henke (* 1951)                  | 1975 | 2014 | außerplanmäßiger Professor      | Assistent, 1981 promoviert, 1982 Studienrat, 1986 Oberstudienrat im Hochschuldienst, 1996 habilitiert, 2001 apl. Prof.; Spezialist für griechische und römische Patristik                                                                         |      |
| Malte Hossenfelder (1935–2011)         | 1976 | 1991 | Professor                       | wechselte 1991 an die Universität Graz; Philosophiehistoriker und Philosoph, Spezialist für griechische und römische Philosophie |      |
| Hermann Wankel (1928–1997)             | 1981 | 1991 | Ordinarius                      | Nachfolger Dörries; Demosthenes-Spezialist |      |
| Wolfgang Hübner (* 1939)               | 1986 | 2004 | Ordinarius                      | Nachfolger Sicherls; Spezialist für antike Astronomie/Astrologie und Naturwissenschaft |      |
| Wilhelm Blümer (* 1959)                | 1987 | 2001 | Privatdozent                    | Wissenschaftlicher Assistent, 2000 habilitiert; Gnilka-Schüler, Spezialist für christliche Literatur der Spätantike; wechselte nach Mainz |      |
| Maria Becker (* 1962)                  | 1988 |      | Privatdozentin                  | Wissenschaftliche Hilfskraft, 1993 Assistentin, 2004 habilitiert, 2014 Lehrkraft für besondere Aufgaben; Gnilka-Schülerin, Spezialistin für christliche Literatur der Spätantike und für lateinische Sprachwissenschaft                           |      |
| Adolf Köhnken (1938–2017)              | 1992 | 2002 | Ordinarius                      | Nachfolger Wankels; Spezialist für griechische Dichtung (Lyrik, Epos, hellenistische Dichtung) und griechisch-römische Geschichtsschreibung |      |
| Claudia Schindler (* 1967)             | 1993 | 1998 | Wissenschaftliche Mitarbeiterin | Latinistin, Spezialistin für Epos, Lehrgedicht und Panegyrik sowie neulateinische Literatur und Antikenrezeption; wechselte nach Tübingen, später nach Hamburg                                                                                    |      |
| Robert Kirstein (* 1967)               | 1996 | 2011 | Privatdozent                    | Assistent, 1997 promoviert, 2006 habilitiert; Spezialist für griechische und lateinische Dichtung, Wissenschaftsgeschichte und Erzählforschung; wechselte als Vertretungsprofessor nach Tübingen                                                  |      |
| Stephan Heilen (* 1965)                | 1999 | 2006 | Privatdozent                    | Spezialist für Neulateinische Literatur; wechselte an die University of Illinois, später nach Osnabrück |      |
| Anja Bettenworth (* 1973)              | 2002 | 2010 | Assistentin                     | Spezialistin für Epos, Elegie und Antikenrezeption; 2009 habilitiert; wechselte nach Köln |      |
| Christine Schmitz (* 1958)             | 2002 |      | Ordinaria                       | Nachfolgerin Gnilkas; Spezialist für augusteische und neronische Dichtung |      |
| Christian Pietsch (* 1960)             | 2003 |      | Ordinarius                      | Nachfolger Köhnkens; Spezialist für griechische Philosophie (Platon und Aristoteles) |      |
| Alexander Arweiler (* 1967)            | 2004 |      | Ordinarius                      | Nachfolger Hübners; Spezialist für römische Rhetorik, Fachschriftstellerei und Dichtung |      |

## Lehrstuhlinhaber
Erstes Ordinariat:
1. Hermann Ludwig Nadermann (1821–1853)
2. Ferdinand Deycks (1843–1867)
3. Peter Langen (1868–1897)
4. Peter Sonnenburg (1898–1928)
5. Franz Beckmann (1931–1963)
6. Hermann Tränkle (1963–1972)
7. Christian Gnilka (1972–2002)
8. Christine Schmitz (seit 2002)

Zweites Ordinariat:
1. Franz Winiewski (1838–1874)
2. Johann Matthias Stahl (1874–1906)
3. Wilhelm Kroll (1906–1913)
4. Richard Wünsch (1913–1915)
5. Hermann Schöne (1916–1935)
6. Walter Eberhardt (1937–1946)
7. Friedrich Mehmel (1947–1951)
8. Richard Harder (1952–1957)
9. Gerhard Müller (1958–1962)
10. Martin Sicherl (1963–1982)
11. Wolfgang Hübner (1986–2004)
12. Alexander Arweiler (seit 2004)

Drittes Ordinariat (zeitweise Extraordinariat):
1. Carl Hosius (1897–1906)
2. Ludwig Radermacher (1906–1909)
3. Karl Münscher (1909–1936)
4. Rudolf Güngerich (1951–1953)
5. Hermann Kleinknecht (1953–1960)
6. Heinrich Dörrie (1961–1980)
7. Hermann Wankel (1981–1991)
8. Adolf Köhnken (1992–2002)
9. Christian Pietsch (seit 2003)